# Montejo de la Sierra
Montejo de la Sierra ist eine Gemeinde (municipio) mit 374 Einwohnern (Stand: 2024) in der Autonomen Gemeinschaft Madrid im Zentrum Spaniens. 

## Lage und Klima
Montejo de la Sierra liegt etwa 75 Kilometer nordnordöstlich von Madrid in einer Höhe von ca. 1150 m. Der Jarama begrenzt die Gemeinde im Nordosten.
Das Klima ist im Winter rau, im Sommer dagegen gemäßigt bis warm; Regen (ca. 609 mm/Jahr) fällt übers Jahr verteilt.

## Bevölkerungsentwicklung
| Jahr      | 1970 | 1981 | 1991 | 2001 | 2011 | 2021 |
| Einwohner | 271  | 198  | 254  | 305  | 359  | 365  |

## Wirtschaft und Infrastruktur
Die Gemeinde war jahrhundertelang landwirtschaftlich orientiert; im Ort selbst ließen sich Händler, Handwerker und Dienstleister aller Art nieder.

## Sehenswürdigkeiten
- Petruskirche (Iglesia de San Pedro)
- Kapelle von Nazareth (Ermita de Nazaret)
- Buchenwald von Montejo, 250 Hektar großes, besonders geschütztes Waldareal, Teil des Weltnaturerbes
- Rathaus

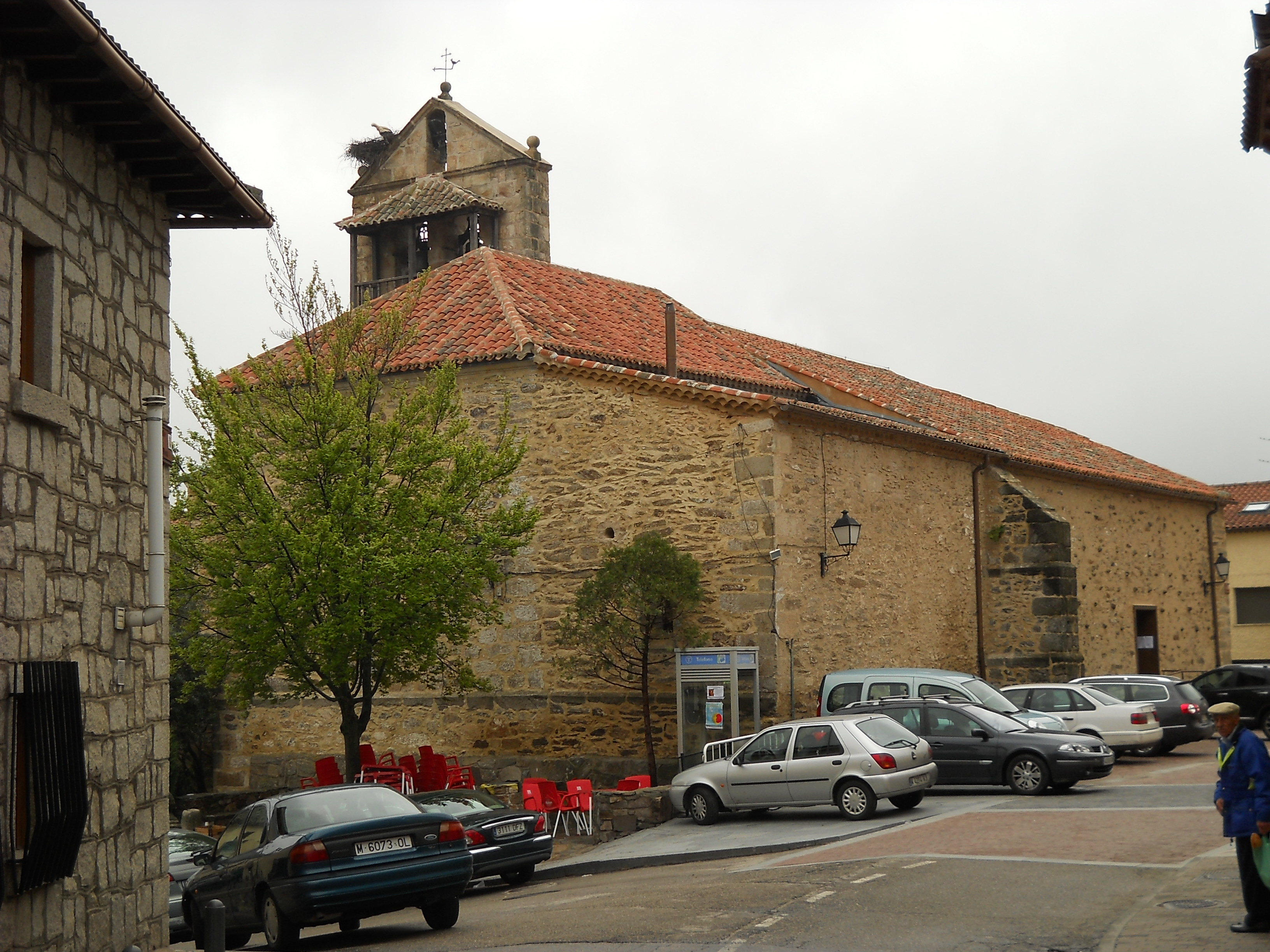
Petruskirche
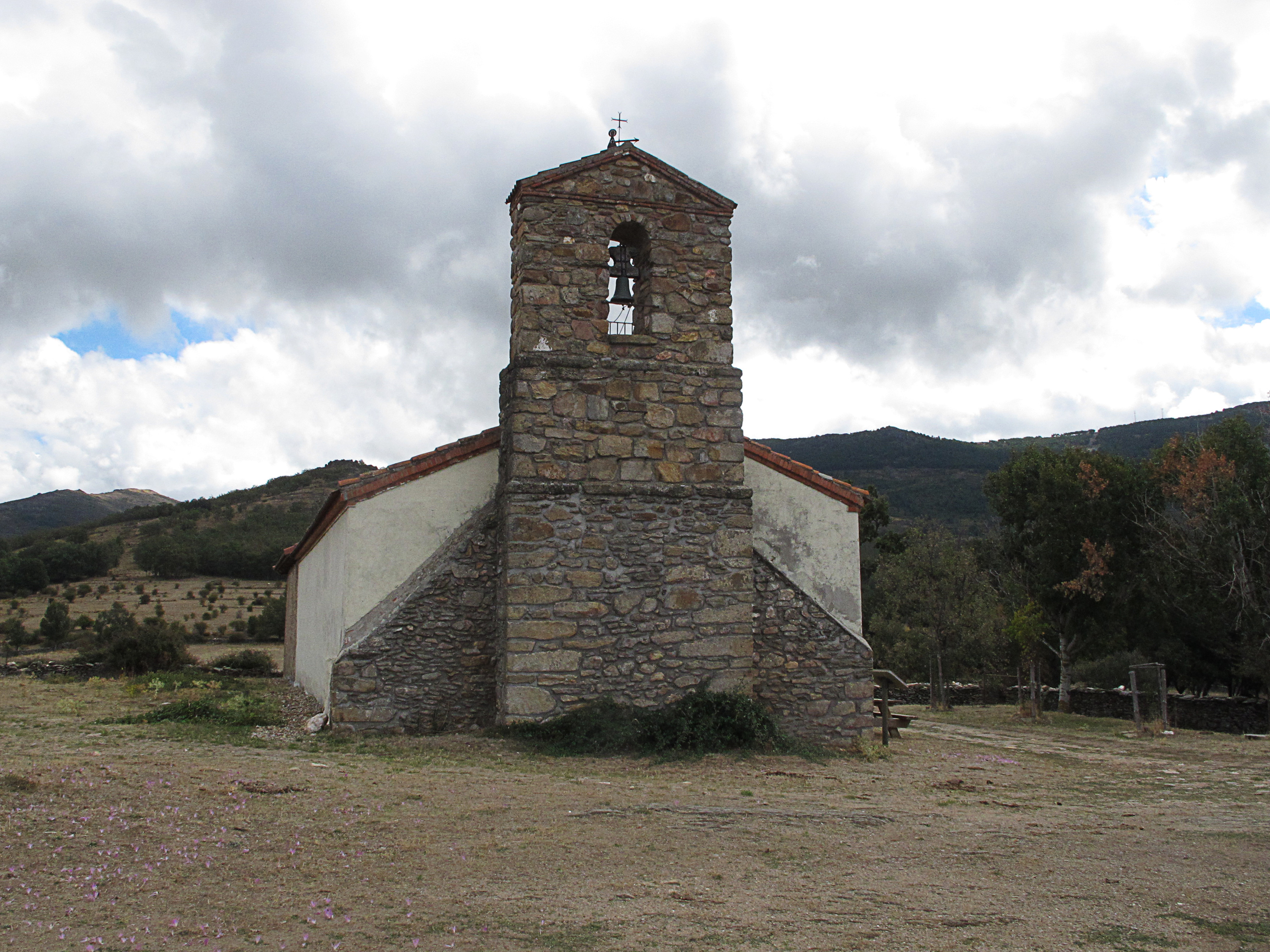
Kapelle Nazaret
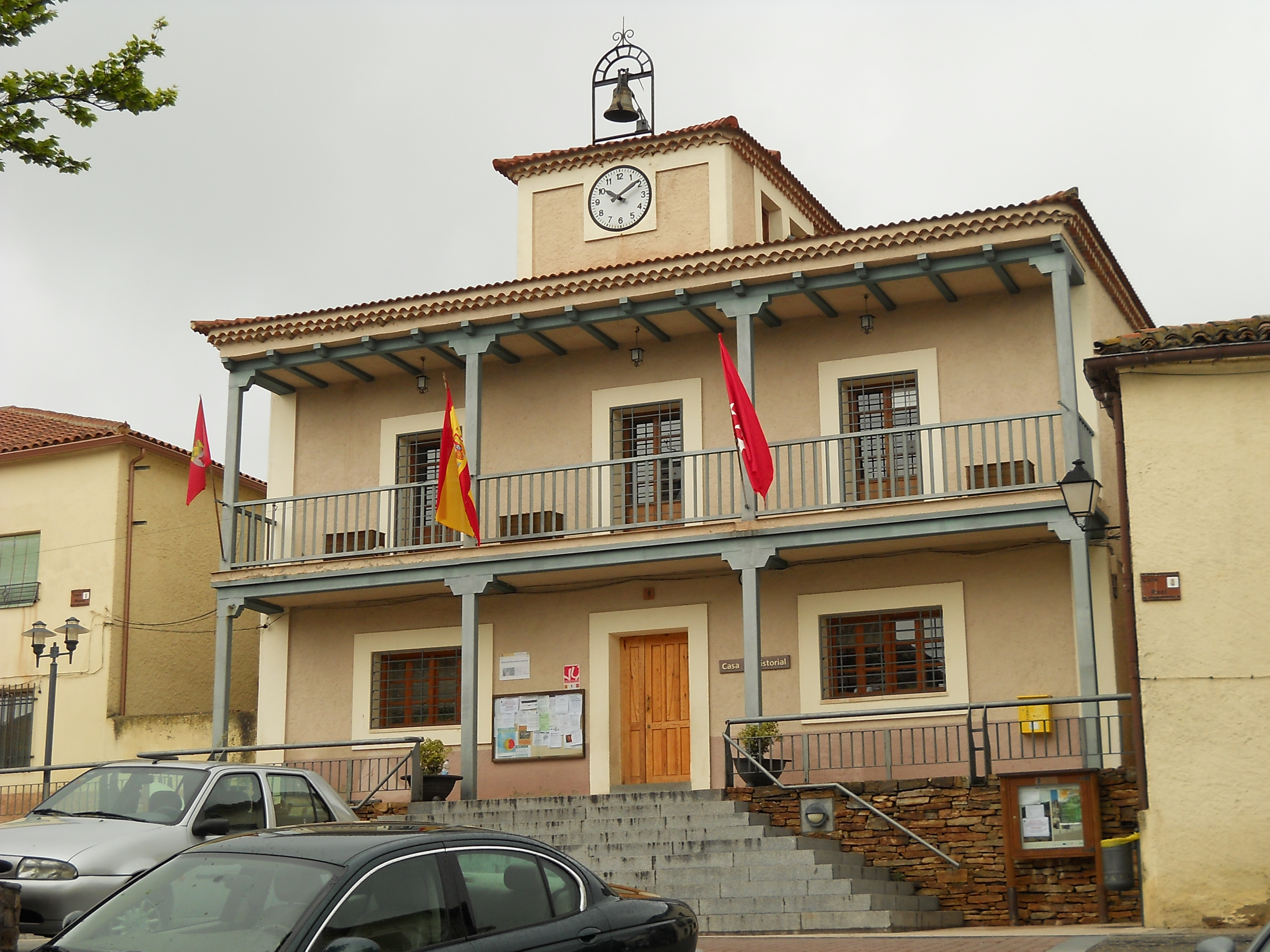
Rathaus